# Lacipa elgonensis
Lacipa elgonensis är en fjärilsart som beskrevs av Collenette 1952. Lacipa elgonensis ingår i släktet Lacipa och familjen tofsspinnare. Inga underarter finns listade i Catalogue of Life.